# Villers-Pol
Villers-Pol – miejscowość i gmina we Francji, w regionie Hauts-de-France, w departamencie Nord.
Według danych na rok 1990 gminę zamieszkiwało 1256 osób, a gęstość zaludnienia wynosiła 103 osób/km² (wśród 1549 gmin regionu Nord-Pas-de-Calais Villers-Pol plasuje się na 493. miejscu pod względem liczby ludności, natomiast pod względem powierzchni na miejscu 214.).